# Gouania latifolia
Gouania latifolia är en brakvedsväxtart som beskrevs av Reiss.. Gouania latifolia ingår i släktet Gouania och familjen brakvedsväxter. Inga underarter finns listade i Catalogue of Life.